# Mårbacka

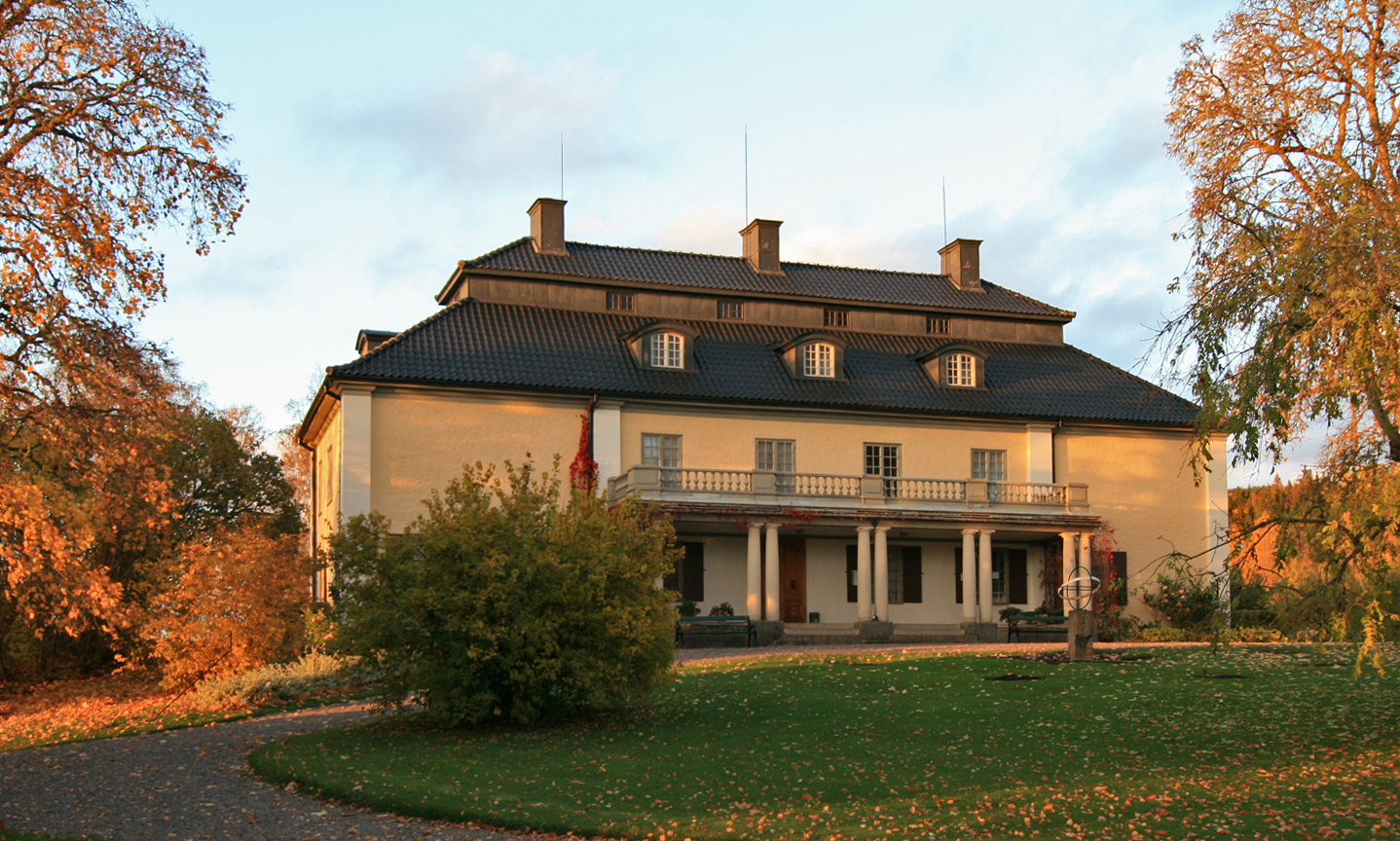
Mårbacka in de herfst

Mårbacka is een landhuis in Sunne, Värmland, Zweden. De auteur Selma Lagerlöf was geboren en getogen op Mårbacka.
Het hoofdgebouw werd in 1793 gebouwd, en herbouwd tussen 1921 en 1923, op ontwerp van architect Isak Gustaf Clason.
Het landgoed was vanaf ongeveer 1720 in het bezit van assistent-dominee Olof Morell, en ging via vererving over op twee van diens opvolgers. In 1801 erfde de familie Lagerlöf het, en toen in 1885 Selma Lagerlöfs vader luitenant Gustav Lagerlöf stierf, nam zijn zoon Johan de zaak over, maar hij had weinig succes met het runnen van de boerderij, en ging bankroet. Hij verhuisde naar Amerika en het huis moest verkocht worden. In 1889 verloor de familie het landgoed. In 1907 kocht Selma Lagerlöf het hoofdgebouw terug, en in 1910 kon ze de rest van het landgoed terugkopen, met behulp van het prijzengeld van de Nobelprijs voor de Literatuur die ze in 1909 won. Een paar jaar later, toen ze het gebouw opnieuw opgetrokken had, was er weinig over van het huis uit haar kindertijd. Het oorspronkelijke roodgeschilderde huis werd naar het oosten uitgebreid, kreeg een nieuwe vloer en een zolder, en de grootse voorgevel voltooide het tot een elegant landhuis.
Volgens Lagerlöfs testament moest Mårbacka opengesteld worden voor het publiek in de staat zoals het was toen ze stierf.
Tegen betaling krijgen bezoekers een rondleiding door het hoofdgebouw, en bij het huis is ook een tuin, een café en een boekwinkel. In de schuur is een permanente tentoonstelling over Lagerlöfs leven en werk.